# Daniel Lotfy Khella
Daniel Lotfy Khella (ur. 4 maja 1969 w Naja Rezeeq) – egipski duchowny katolicki Kościoła katolickiego obrządku koptyjskiego. Biskup ismailijski w latach 2019–2022, biskup Asjutu od 2022.

## Życiorys

### Prezbiterat
18 lipca 1996 otrzymał święcenia kapłańskie i został inkardynowany do eparchii Asjutu. Był m.in. wykładowcą seminarium międzyeparchialnego, dyrektorem centrum duszpasterstwa rodzin oraz eparchialnym duszpasterzem rodzin.

### Episkopat
W czerwcu 2019 został wybrany biskupem Ismailii. Wybór ten został zatwierdzony przez Franciszka 29 czerwca 2019. Sakry udzielił mu 5 września 2019 patriarcha aleksandryjski Kościoła koptyjskiego – Ibrahim Isaac Sidrak.
23 września 2022 papież potwierdził jego wybór na eparchę Asjutu.